# Kruglowka (Kaliningrad, Gwardeisk)
Kruglowka (russisch Кругловка, deutsch Neuendorf, Kreis Wehlau, litauisch Navinynai) ist ein Ort in der russischen Oblast Kaliningrad. Er gehört zur kommunalen Selbstverwaltungseinheit Stadtkreis Gwardeisk im Rajon Gwardeisk.

## Geographische Lage
Kruglowka liegt fünf Kilometer nordwestlich der Rajonstadt Gwardeisk (Tapiau) an einer Nebenstraße, die Sabarje (Moterau) an der Regionalstraße 27A-028 (ex R512) nach Kalinkowo (Irglacken) führt. In Kruglowka endet außerdem eine von Prigorodnoje (Hasenberg) kommende Straße.
Bahnanschluss besteht über Gwardeisk an der Bahnstrecke Kaliningrad–Tschernyschewskoje (Königsberg–Eydtkuhnen/Eydtkau) (Teilabschnitt der einstigen Preußischen Ostbahn) zur Weiterfahrt nach Litauen und ins russische Kernland. Bis 1945 gab es noch zwei Kleinbahnstationen in unmittelbarer Ortsnähe: in Irglacken (Kalinkowo) an der Bahnstrecke Tapiau–Possindern (– Königsberg) sowie in Moterau (Sabarje) an der Bahnstrecke Tapiau–Labiau, beide betrieben von den Wehlau–Friedländer Kreisbahnen.

## Geschichte
Das Gründungsdatum des bis 1946 Neuendorf genannten Gutsdorfes lag im Jahre 1405.
1874 wurden der Gutsbezirk Neuendorf und die Landgemeinde Neuendorf in den neu errichteten Amtsbezirk Pomauden im Kreis Wehlau eingegliedert. Am 1. November 1928 schlossen sich der Gutsbezirk und die Landgemeinde zur neuen Landgemeinde Neuendorf zusammen.
In Folge des Zweiten Weltkrieges kam Neuendorf mit dem nördlichen Ostpreußen 1945 zur Sowjetunion. 1947 erhielt der Ort die russische Bezeichnung „Kruglowka“ und wurde gleichzeitig dem Dorfsowjet Slawinski selski Sowet im Rajon Gwardeisk zugeordnet. Von 2005 bis 2014 gehörte Kruglowka zur Landgemeinde Slawinskoje selskoje posselenije und seither zum Stadtkreis Gwardeisk.

### Einwohnerentwicklung
| Jahr | Einwohner | Bemerkungen                |
| ---- | --------- | -------------------------- |
| 1910 | 199       | Gut: 36, Landgemeinde: 163 |
| 1933 | 205       |                            |
| 1939 | 225       |                            |
| 2002 | 36        |                            |
| 2010 | 148       |                            |

## Kirche
Mit seiner fast ausnahmslos evangelischen Bevölkerung war Neuendorf bis 1945 in das Kirchspiel der Stadtkirche Tapiau eingepfarrt. Es gehörte zum Kirchenkreis Wehlau in der Kirchenprovinz Ostpreußen der Kirche der Altpreußischen Union. Auch heute besteht ein kirchlicher Bezug nach Gwardeisk; allerdings ist die Stadtkirche dort jetzt ein Gotteshaus der russisch-orthodoxen Kirche. Es besteht in Gwardeisk jedoch eine evangelisch-lutherische Gemeinde, die eine Filialgemeinde der Auferstehungskirche in Kaliningrad (Königsberg) in der Propstei Kaliningrad der Evangelisch-lutherischen Kirche Europäisches Russland ist.